# همسر و همسر
همسر و همسر (به هندی: Biwi-O-Biwi) فیلمی محصول سال ۱۹۸۱ و به کارگردانی راهول راول است. در این فیلم بازیگرانی همچون سانجیو کومار، راندهیر کاپور، پونام دیلون، یوگتا بالی، سیمی گریوال، اوم پراکاش، شاشیکالا، دون ورما، پریتویراج کاپور، ریشی کاپور و شامی کاپور ایفای نقش کرده‌اند.